# Nova Makedonija
Nova Makedonija (en macédonien Нова Македонија) est un quotidien généraliste en Macédoine du Nord. Fondé en 1944, c'est le plus vieux quotidien macédonien encore en activité. Il tire 20 000 exemplaires par jour. L'État possède un tiers de son capital, tout comme pour Večer, un quotidien du soir, et il est fortement pro-gouvernemental. Il est édité par NIP Nova Makedonija, une entreprise dont un tiers du capital appartient également à l'État,.

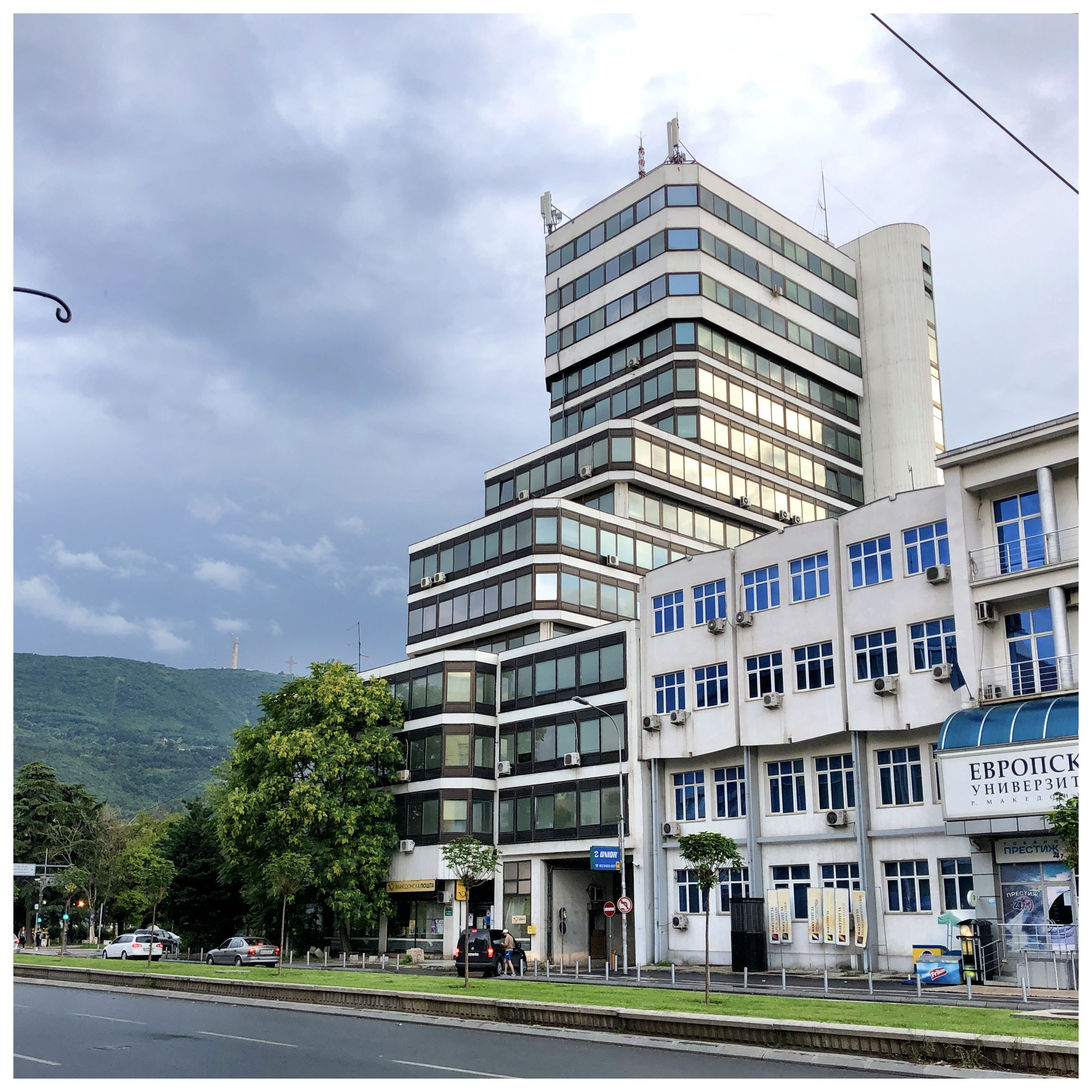
Le siège du journal à Skopje.